# Schleiden

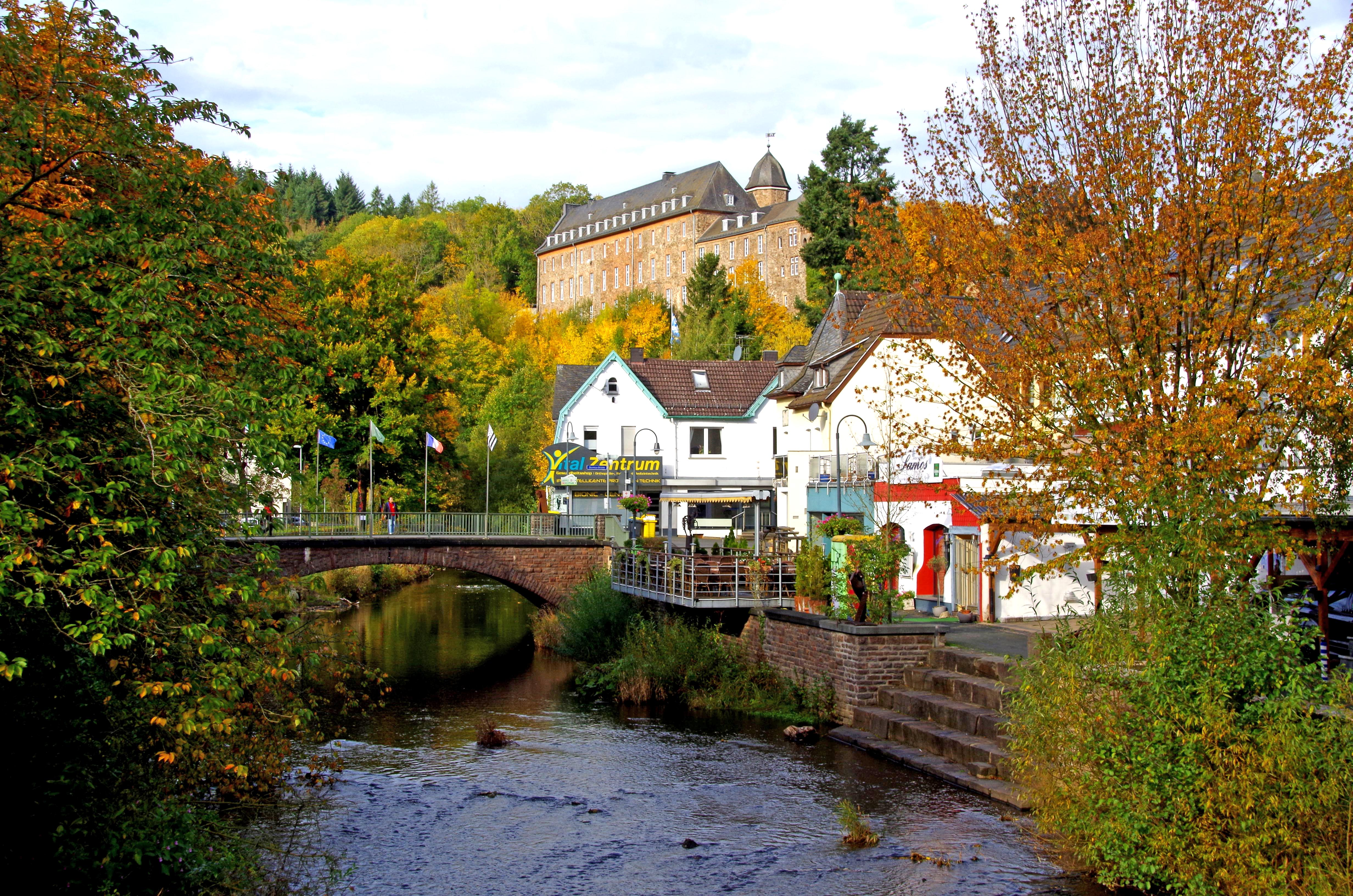
Stadtansicht von Schleiden

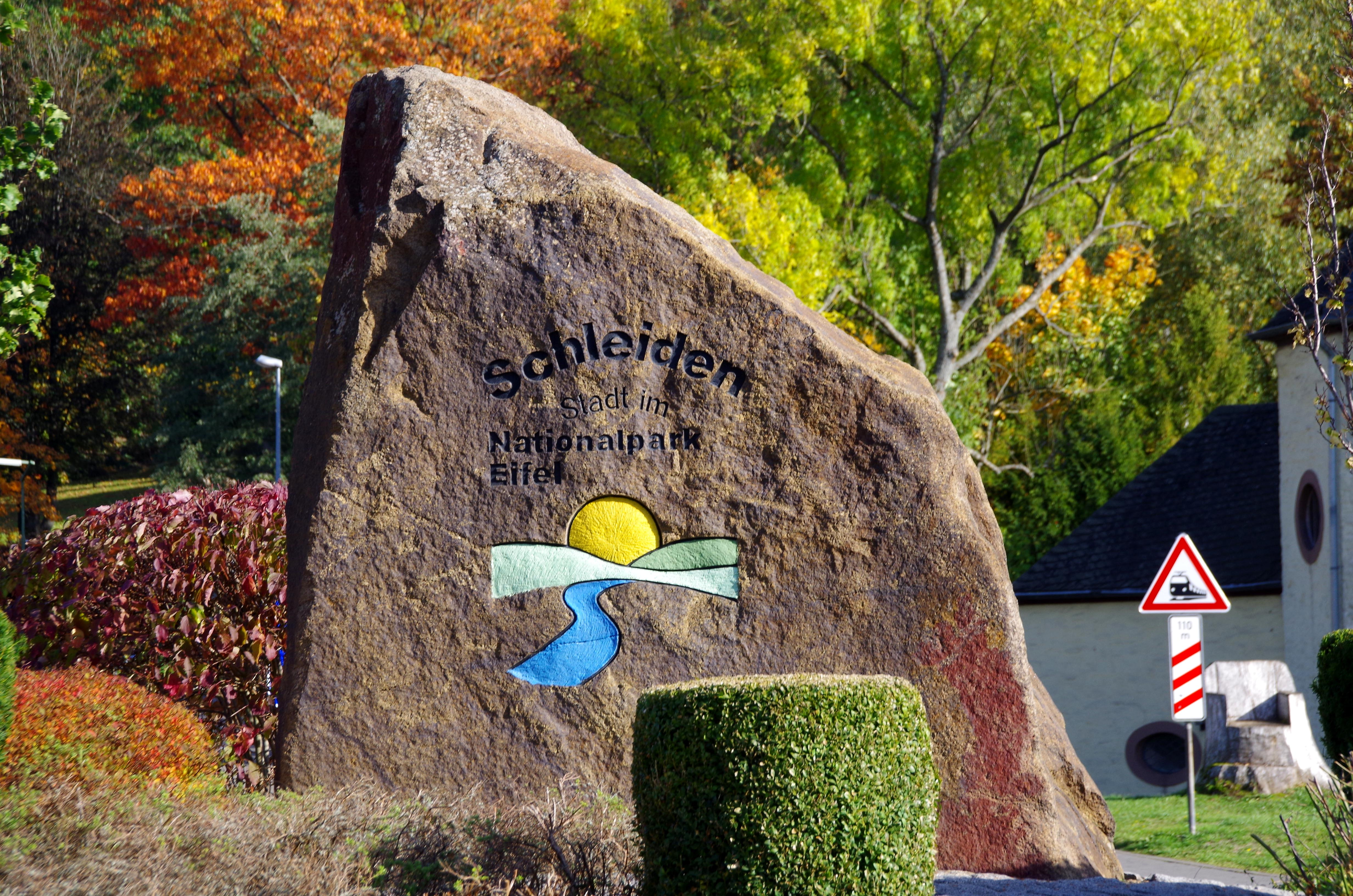
Schleiden, Kreisel mit Nationalparklogo

Schleiden ist eine Stadt in der Eifel im Kreis Euskirchen in Nordrhein-Westfalen. Das Stadtgebiet wird von Süden nach Norden von der Olef durchflossen. Schleiden war von 1829 bis 1971 Kreisstadt des Landkreises Schleiden.

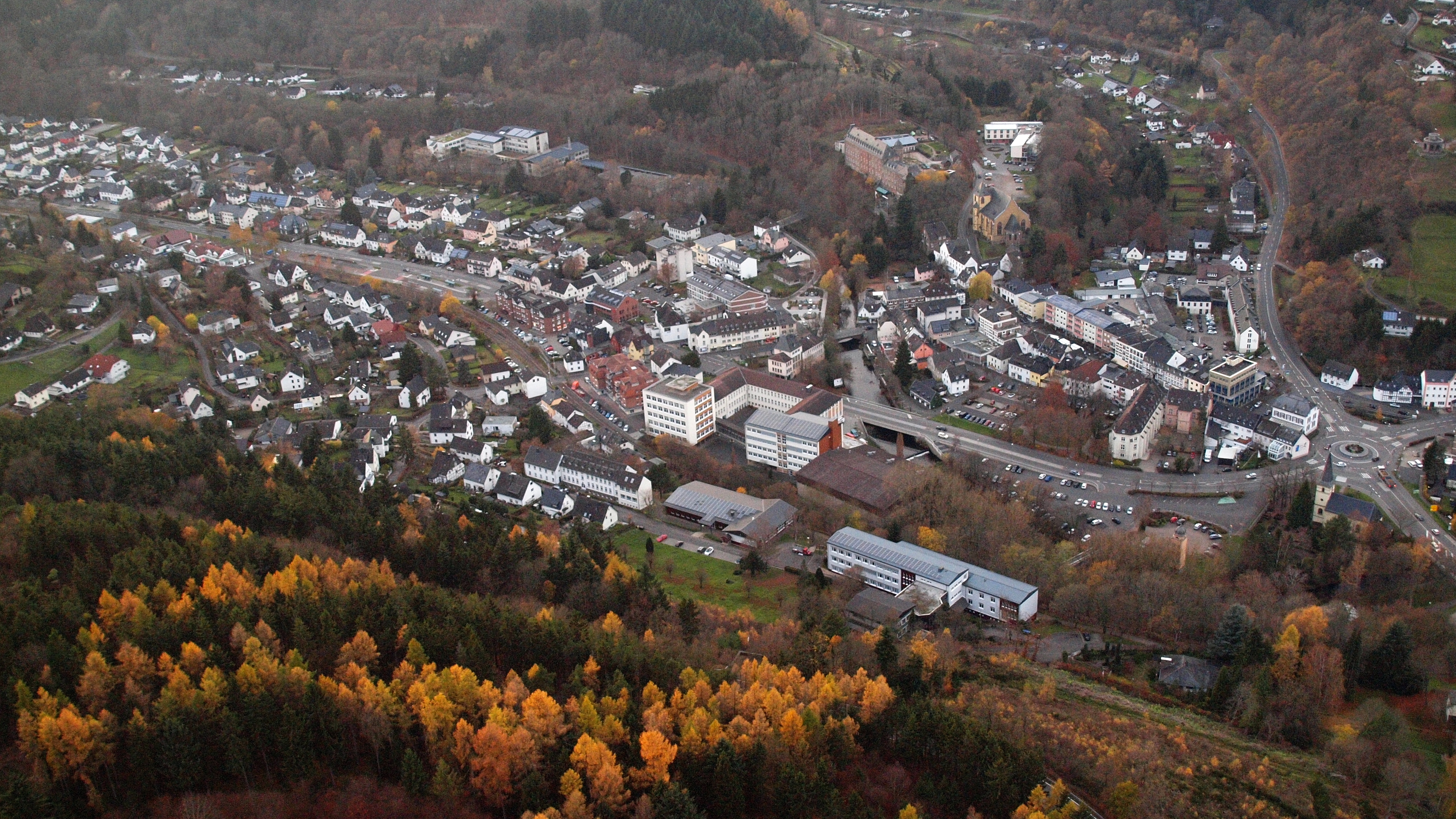
Schleiden, Luftaufnahme (2015)

## Stadtgliederung
Die Stadt gliedert sich in 18 Ortschaften (Einwohner mit Hauptwohnung, Stand September 2020):
| Ortschaft     | Einwohner |
| ------------- | --------- |
| Berescheid    | 192       |
| Broich        | 375       |
| Bronsfeld     | 572       |
| Dreiborn      | 988       |
| Ettelscheid   | 275       |
| Gemünd        | 3.868     |
| Harperscheid  | 426       |
| Herhahn       | 463       |
| Kerperscheid  | 80        |
| Morsbach      | 556       |
| Nierfeld      | 451       |
| Oberhausen    | 838       |
| Olef          | 1.120     |
| Scheuren      | 371       |
| Schleiden     | 2.289     |
| Schöneseiffen | 424       |
| Wintzen       | 85        |
| Wolfgarten    | 209       |
| Insgesamt     | 13.582    |

## Nachbargemeinden
- Norden: Heimbach (Eifel) (Kreis Düren)
- Osten: Mechernich, Kall (beide Kreis Euskirchen)
- Süden: Hellenthal (Kreis Euskirchen)
- Westen: Monschau, Simmerath (beide Städteregion Aachen)

## Geschichte
Der Ort war im Mittelalter und der frühen Neuzeit Mittelpunkt einer Herrschaft, später der Grafschaft Schleiden, die selbst Bestandteil des Herzogtums Luxemburg war, ab 1441/43 im Rahmen der Niederlande (erst unter den Burgundern, dann den Habsburgern).
Nach der Teilung der Niederlande verblieb das Herzogtum Luxemburg mit Schleiden bei der spanischen Linie der Habsburger. Nach dem spanischen Erbfolgekrieg kam das Herzogtum Luxemburg, immer noch mit Schleiden, zur österreichischen Linie des Hauses Habsburg. Als das revolutionäre Frankreich 1794/95 die Österreichischen Niederlande eroberte, wurde das Herzogtum Luxemburg bald auf die drei Départements Forêts, Sambre-et-Meuse und Ourthe verteilt. Schleiden kam zum Département Ourthe (Hauptort Lüttich, fr. Liège). Beim Wiener Kongress 1815 wurden die früher luxemburgischen Gebiete östlich der Flüsse Our, Sauer und Mosel dem Königreich Preußen zugeteilt. Somit wurde Schleiden „preußisch“ und 1871 Teil des Deutschen Reiches, nachdem es zuvor über Jahrhunderte hinweg zum Herzogtum Luxemburg gehört hatte.
Die Kleinstadt Schleiden hat zwei bedeutende Humanisten hervorgebracht: Johannes Sleidanus sowie Johannes Sturm, auch als Ioannes Sturmius bekannt.
1944 fand in der Nähe die Schlacht bei Wahlerscheid statt.

### Stadtgründung
Die Stadt Schleiden besteht seit dem 1. Januar 1972. Sie ist durch Zusammenschluss
- der früheren Städte Gemünd und Schleiden,
- der amtsfreien Gemeinde Dreiborn (ohne Einruhr und Hirschrott),
- den amtsangehörigen Gemeinden Broich, Bronsfeld, Harperscheid, Oberhausen und Schöneseiffen,
- dem Ortsteil Kerperscheid der Gemeinde Hellenthal und
- dem Ortsteil Wintzen der Gemeinde Kall

gemäß Gesetz zur Neugliederung der Gemeinden und Kreise des Neugliederungsraumes Aachen vom 14. Dezember 1971 (GV. NW. S. 414) gebildet worden. Eingegliedert wurde auch das zuvor zu Heimbach gehörende Gebiet nördlich der Urfttalsperre.

## Politik

### Stadtrat
Der Stadtrat ist die kommunale Volksvertretung der Stadt Schleiden. Über die Zusammensetzung entscheiden die Bürger alle fünf Jahre, zuletzt am 13. September 2020.

### Bürgermeister
Nachfolgend die seit 1972 amtierenden Bürgermeister:
- 1972–1975: Max Fesenmeyer (parteilos)
- 1975–1984: Herbert Hermesdorf (CDU)
- 1984–1995: Alois Sommer (CDU)
- 1995–1997: Dieter Wolter (CDU)
- 1997–2004: Christoph Lorbach (CDU)
- 2004–2012: Ralf Hergarten (parteilos)
- 2012–2018: Udo Meister (FDP)
- 2018–0000: Ingo Pfennings (CDU)

### Stadtdirektoren
- 1960–1987: Paul-Werner Knebel[6]
- 1987–1991: Hans Pixa (CDU)
- 1991–1996: Gregor Micus

### Städtepartnerschaft
Schleiden unterhält seit 1978 eine Partnerschaft mit dem französischen Pont-l’Abbé.

### Wappen und Banner

Banner der Stadt Schleiden
Wappen der Stadt Schleiden bis 1976
Wappen der ehemaligen Stadt Gemünd

Der Stadt Schleiden ist mit Urkunde des Regierungspräsidenten in Köln vom 19. August 1976 die Genehmigung zur Führung eines Wappens, eines Siegels und eines Banners erteilt worden.
| Wappen von Schleiden | Blasonierung: „Mit neun goldenen Lilien bestreut einen nach rechts gewandten gelbbekrönten, zweigeschwänzten, rotbezungten, weißen Löwen schreitend.“ |
| Wappen von Schleiden | Wappenbegründung: Die Grundfarbe grün ist dem Wappen der ehemaligen Stadt Gemünd entnommen. Der dargestellte Löwe entstammt dem ehemaligen Wappen der Stadt Schleiden. Er war bereits Wappentier der Herrschaft (seit 1602 Grafschaft) Schleiden. Die neun Lilien im grünen Feld vertreten im Stadtwappen die Städte Gemünd und Schleiden, das Amt Harperscheid sowie die Gemeinden Broich, Bronsfeld, Dreiborn, Harperscheid, Oberhausen und Schöneseiffen. |

Das Banner ist grün und zeigt im Bannerfeld das Wappen wie in Absatz 2 der Hauptsatzung beschrieben, jedoch freigestellt ohne Schild.

## Sehenswürdigkeiten

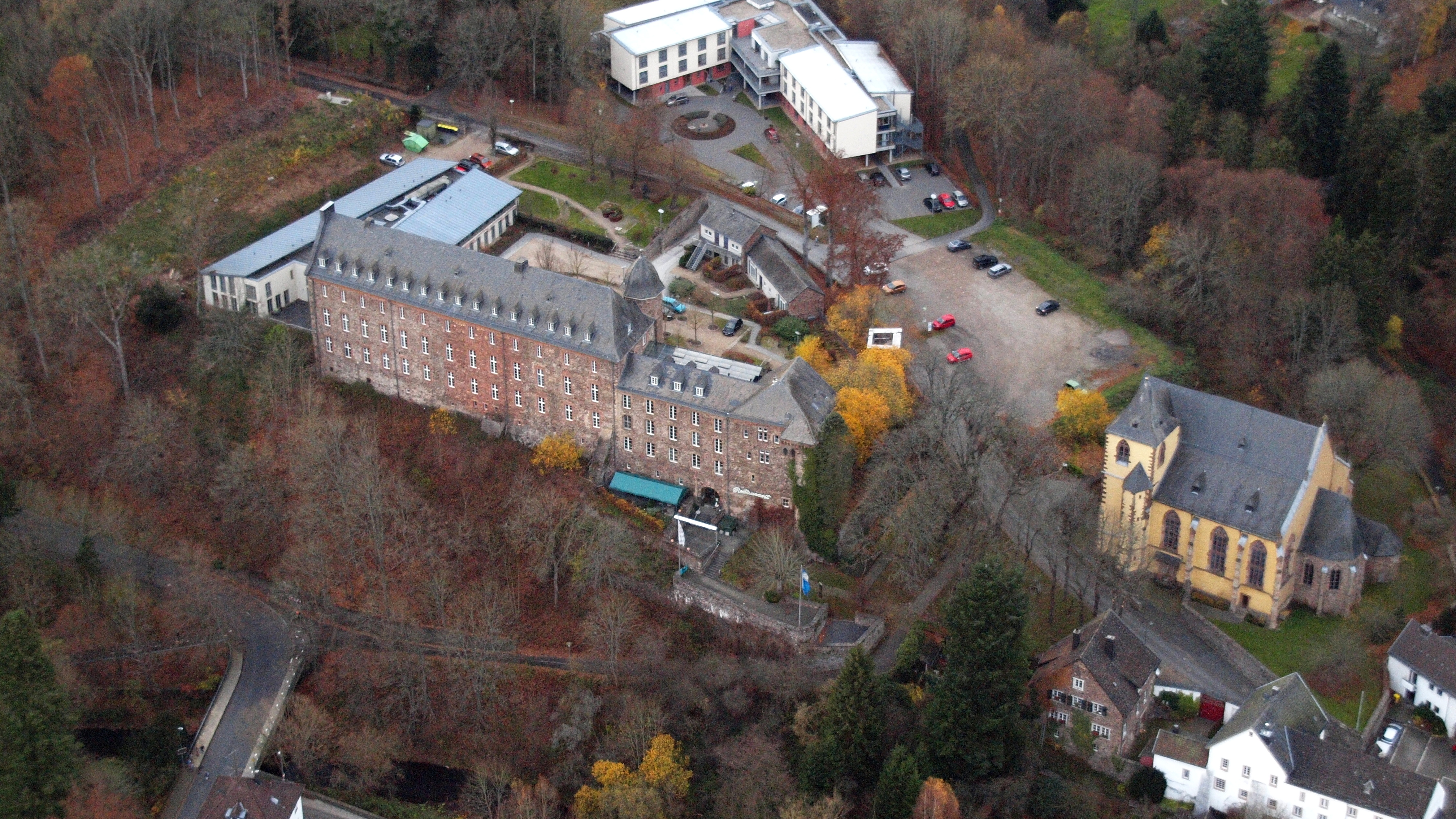
Schloss Schleiden mit Schlosskirche Schleiden, Luftaufnahme (2015)

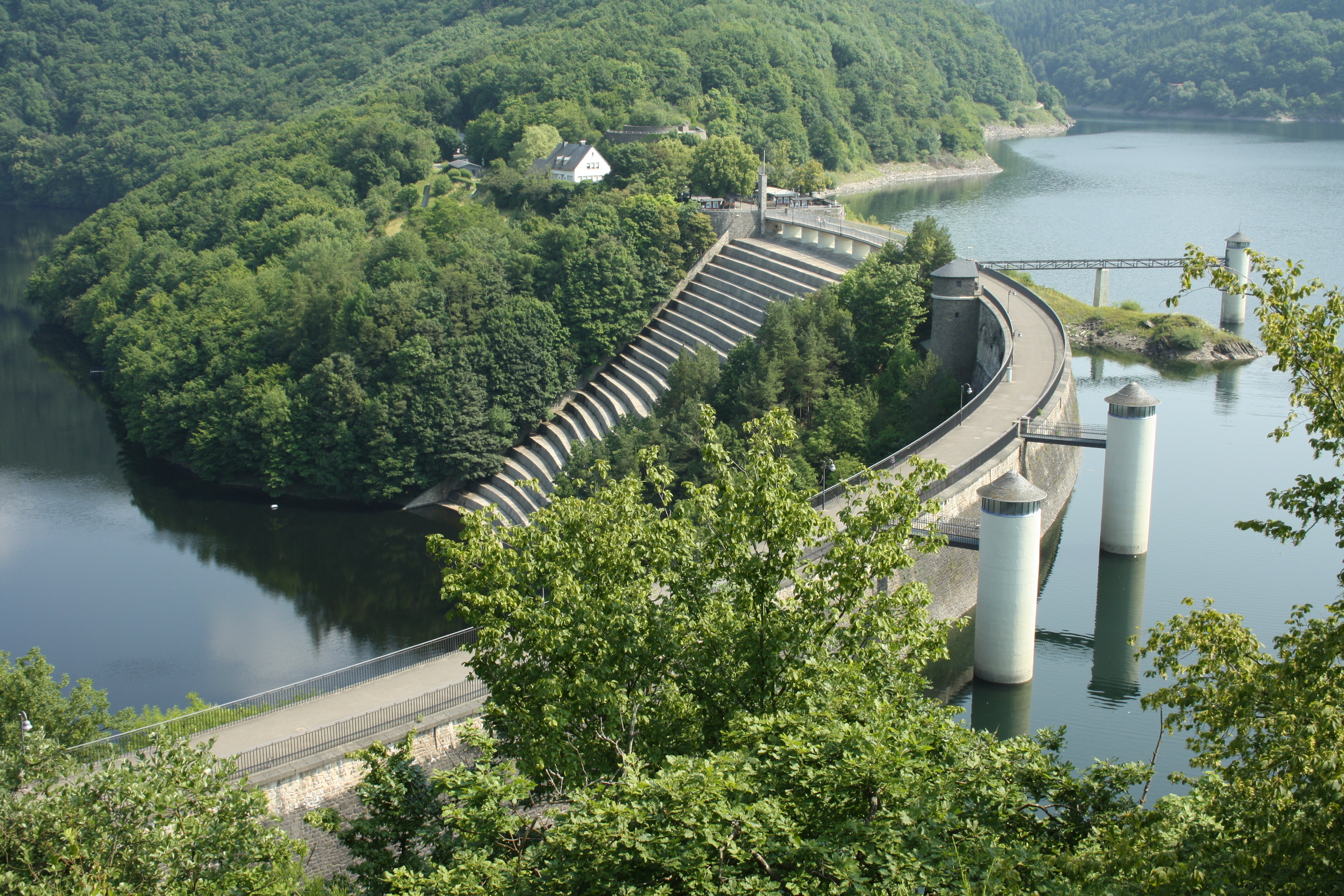
Urfttalsperre, Luftaufnahme (2009)

- Schloss und Schlosskirche (1230 Burgkapelle, 1516–1525 spätgotische Hallenkirche, König-Orgel von 1770)
- 1900 bis 1905 wurde die Urfttalsperre als damals größte europäische Talsperre gebaut. Sie gehört heute zum Nationalpark Eifel.
- NS-Ordensburg Vogelsang auf dem ehemaligen Truppenübungsplatz Vogelsang
- Kriegerdenkmal „Tempelchen“ für die Opfer des Deutsch-Französischen Krieges 1870/71 und des Ersten Weltkriegs
- Jüdischer Friedhof (Schleiden)
- Walderlebniszentrum Gemünd

### Oleftalbahn

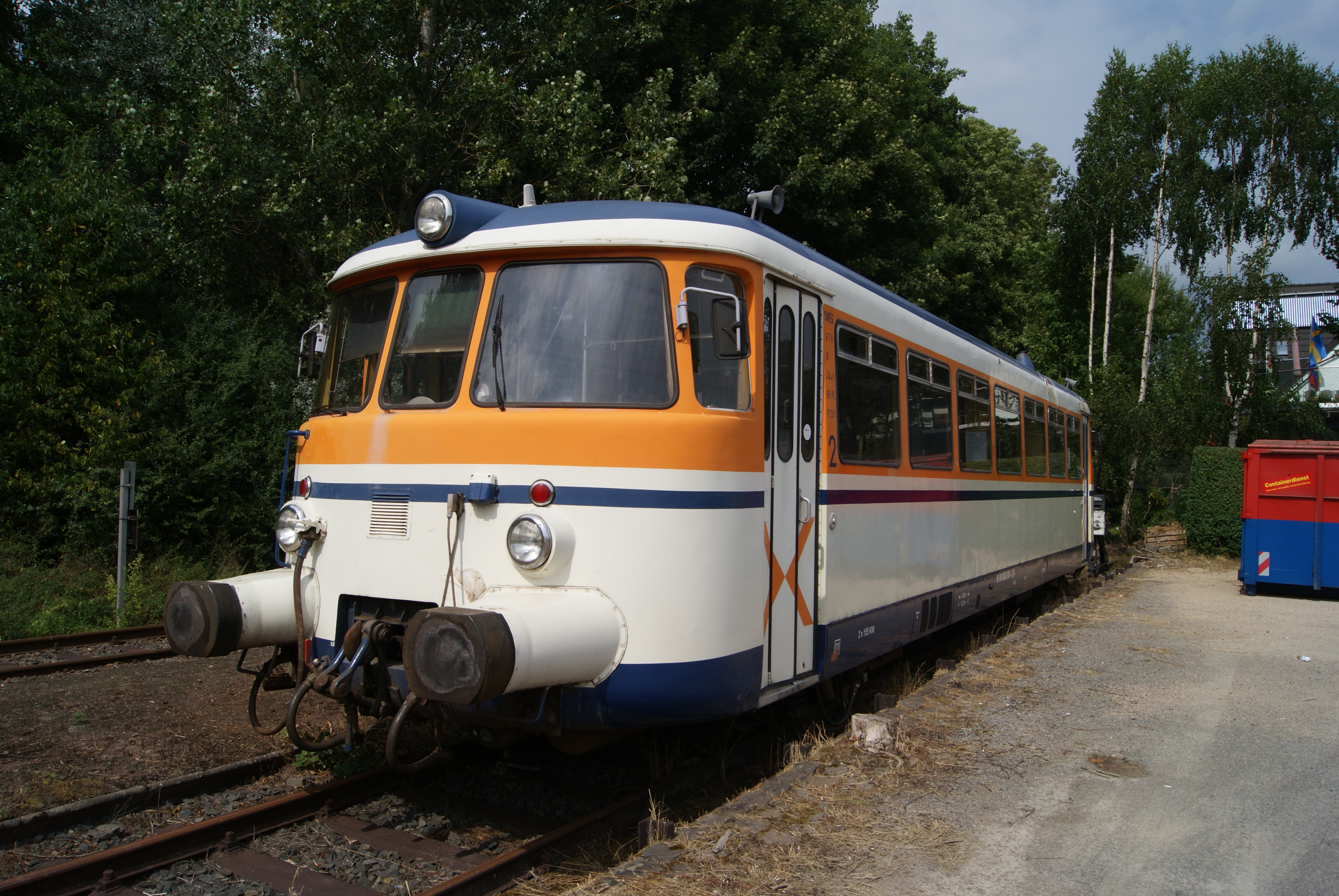
MAN-Schienenbus der Oleftalbahn am Hp. Blumenthal

Am Bahnhof Schleiden hielt die Oleftalbahn (Kall – Hellenthal); der regelmäßige Personenverkehr wurde 1981 durch die Deutsche Bundesbahn eingestellt. Wegen des 2004 neu eingerichteten Nationalparks Eifel unterstützte das Land Nordrhein-Westfalen den Tourismus durch ein Zweijahresprogramm für Personenverkehr in der Ausflugssaison an Sonn- und Feiertagen. Endeten die Fahrten 2004 im Ortsteil Gemünd, so wurden sie 2005 bis Schleiden weitergeführt. Den SPNV organisierte der Verkehrsverbund Rhein-Sieg, die Rurtalbahn GmbH war Betriebsführer. Zum 16. Oktober 2005 ist der Regelverkehr beendet worden. Seit 2006 wird der Verkehr privatwirtschaftlich als Museumsbahn in der Sommersaison weiterbetrieben, mit der Saison 2008 von der Rhein-Sieg-Eisenbahn. Ab 2010 verkehren die Züge wieder bis zum Endbahnhof Hellenthal, dabei kommt ein historischer MAN-Schienenbus zum Einsatz. Aufgrund massiver Schäden durch das Hochwasser in West- und Mitteleuropa 2021 ist der Museumsbahnverkehr vorerst eingestellt.
Bis 1997 gab es regelmäßigen Güterverkehr über Schleiden bis Hellenthal, danach nur noch Militärverkehr bis Schleiden-Höddelbusch (Panzerverladerampe). Die letzten Truppenverladungen erfolgten dort im Winter 2002 mit Diesel- und Dampflokomotiven einer Privatbahn. Belgien gab den Truppenübungsplatz Vogelsang zum 1. Januar 2006 auf. Das Gelände auf der Dreiborner Hochfläche ging in eine zivile Nutzung (Dokumentationszentrum und Wandergebiet) über.

## Verkehr
Schleiden liegt im Verbundraum des Verkehrsverbundes Rhein-Sieg (VRS) und ist von diversen Linien der Regionalverkehr Köln (RVK) erschlossen. Zudem gibt es Linienverbindungen in den Aachener und Dürener Raum des AVV, welche von der ASEAG und von Rurtalbus bedient werden.
| Linie | Betreiber    | Verlauf |
| ----- | ------------ | --- |
| 63    | ASEAG        | Simmerath – Kesternich – Rurberg – Einruhr – Vogelsang IP (– Morsbach – Herhahn – Gemünd / Schleiden) |
| 231   | Rurtalbus    | Froitzheim – Ginnick – Embken – Wollersheim – Vlatten – Heimbach Bf – (Hasenfeld – Schwammenauel – Kermeter – Urfttalsperre/Hastenbach / Abtei Mariawald) / (Hergarten – Düttling) – Wolfgarten – Gemünd – Nierfeld – Olef – Schleiden |
| 816   | RVK/Kreis EU | MiKE / AST-Verkehr: Schleiden – Broich Höhe – Kerperscheid – Broich – Wintzen |
| 829   | RVK          | (Kall Bf – Kall Gemünder Str – Anstois – Gemünd – Nierfeld – Olef –) Schleiden – Oberhausen – Blumenthal – Hellenthal |
| 831   | RVK          | MiKE (außer im Schülerverkehr Gemünd – Dreiborn): Gemünd – (Herhahn –) Morsbach – Dreiborn – Berescheid – Ettelscheid – Scheuren – Schleiden                                                                                           |
| 836   | RVK          | MiKE (außer im Schülerverkehr): (Hellenthal –) Schöneseiffen – Harperscheid – Bronsfeld – Schleiden |
| 891   | RVK          | MiKE (außer im Schülerverkehr): Zingsheim – Keldenich – Kall Siemensring – Kall Bf – (Straßbüsch –) Golbach – Broich (– Schleiden) |
| SB81  | RVK          | Schnellbus: Kall Bf – Kall Gemünder Str – Anstois – Gemünd – Nierfeld – Olef – Schleiden – Oberhausen – Blumenthal – Hellenthal |

## Wirtschaft und Infrastruktur
Schleiden war bis 2008 einer von neun Standorten der Ardagh Glass Germany GmbH für die Herstellung von Behälterglas in Deutschland.

### Gerichte
Schleiden verfügt über ein Amtsgericht in Gemünd, das zum Landgerichtsbezirk Aachen und zum Oberlandesgerichts-Bezirk Köln gehört.

### Bildung
Im Stadtgebiet existieren folgende Schulen:
- Städtisches Johannes-Sturmius-Gymnasium Schleiden
- Clara-Fey-Gymnasium Schleiden (Träger ist das Bistum Aachen)
- Clara-Fey-Realschule Schleiden (Träger ist das Bistum Aachen)
- Städtische Realschule Schleiden
- Grundschule Schleiden
- Grundschule Gemünd (mit Teilstandort in Dreiborn)
- Astrid-Lindgren-Schule Schleiden

## Persönlichkeiten

### Söhne und Töchter der Stadt

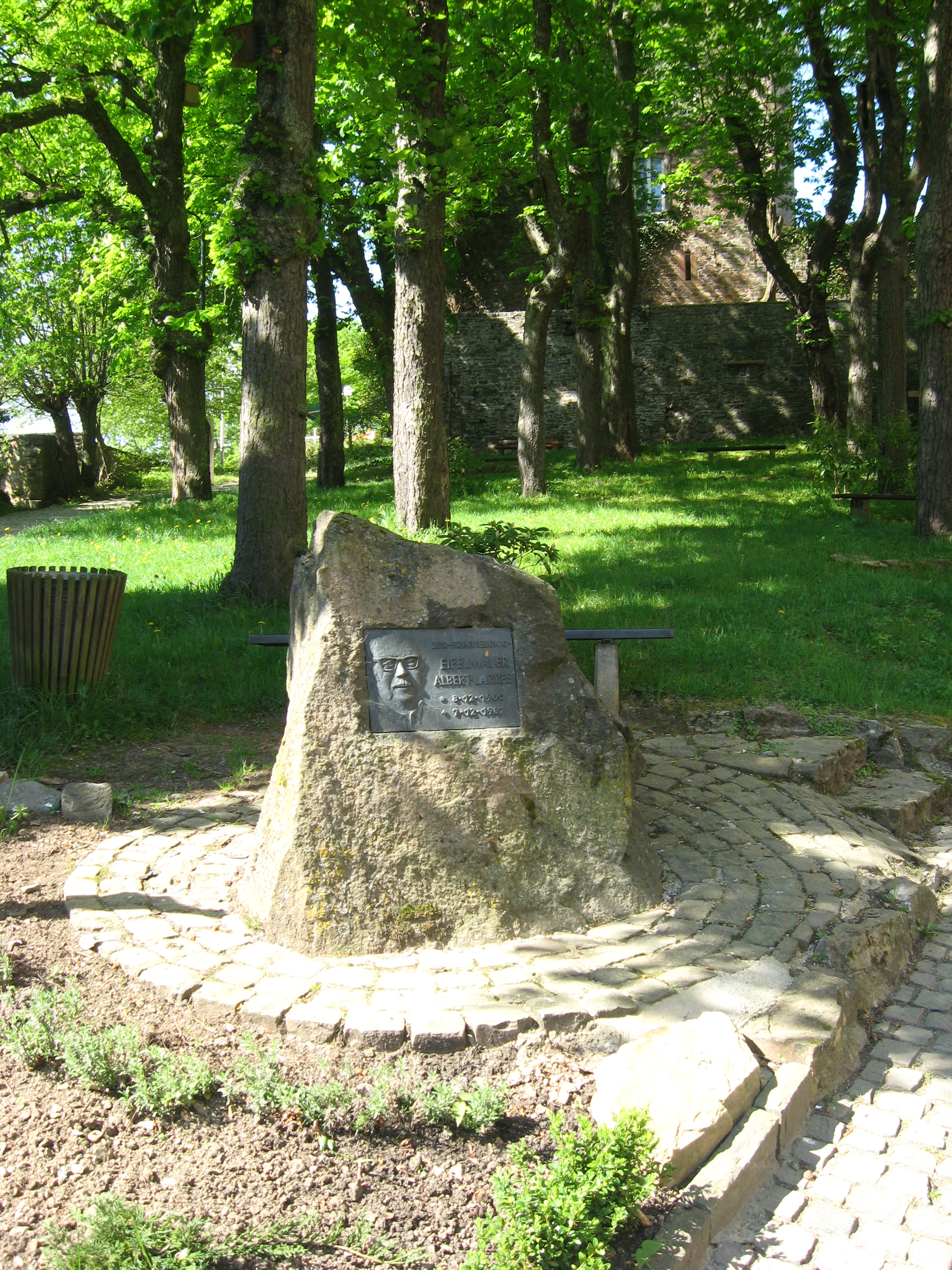
Gedenkstein an Eifelmaler Albert Larres, unterhalb vom Schloss

- Gerhard Nennius († 1566), Mediziner, Mathematiker und Hochschullehrer
- Johannes Sturm (Sturmius) (1507–1589), Pädagoge und Gelehrter der Renaissance, Professor in Paris und Straßburg
- Johannes Sleidanus (1506–1556), Historiker, Professor, Schleiden/Straßburg
- Catharina Schenkel, geborene Schoeller (1774–1852), Stifterin der Schenkel-Schoellerschen Versorgungsanstalt in Düren
- Leopold Schoeller (1792–1884), Industrieller und Geheimer Kommerzienrat
- Leonard Ennen (1820–1880), Archivar und Köln-Historiker
- Gustav Poensgen (1824–1904), Industrieller und Geheimer Kommerzienrat
- Rudolf Poensgen (1826–1895), Industrieller und Kommerzienrat
- Carl Poensgen (1838–1921), Industrieller und Geheimer Kommerzienrat
- Andreas Scholzen (1876–1905), Ordensbruder und Märtyrer
- Albert Larres (1900–1987), Eifelmaler Schleiden
- Wilderich Graf von Spee-Mirbach (1926–2013), Politiker (CDU), 1975–1986 Bürgermeister von Korschenbroich
- Paul Werner (* 1951), Medienwissenschaftler und Autor.
- Franz Albert Heinen (* 1953), Journalist und Sachbuchautor
- Georg Schreiber (* 1958), Fotograf.
- Gabriele Heinen-Kljajić (* 1962), Politikerin (Bündnis 90/Die Grünen), seit 2013 niedersächsische Ministerin für Wissenschaft und Kultur
- Erwin Lammenett (* 1964), Wirtschaftswissenschaftler und Fachbuchautor
- Guido Müller (* 1966), Beamter und 2013–18 Vizepräsident des Bundesnachrichtendienstes
- Markus Herbrand (* 1971), Politiker (FDP)

### Personen, die mit der Stadt in Verbindung stehen
- Clemens Freiherr von Harff (1821–1895), Landrat von 1863 bis 1895
- Hermann von Schlechtendal (1859–1920), Landrat von 1895 bis 1906
- Albert Kreuzberg (1871–1916), Landrat von 1906 bis 1916
- Bruno Klausener (1887–1967), Landrat von 1945 bis 1948
- Josef Schramm (1901–1991), Landrat von 1933 bis 1945
- Henning Walter (* 1950), ab 2001 Leiter des Staatlichen Forstamtes Schleiden, steht seit Januar 2004 als Leitender Forstdirektor dem Nationalparkforstamt Eifel und damit der Nationalparkverwaltung vor
- Maf Räderscheidt (* 1952), Zeichnerin, Malerin und Performancekünstlerin, lebt in Schleiden.
- Christoph Leisten (* 1960), Schriftsteller und Lehrer, arbeitet seit 1996 in Schleiden.
- Andreas Warler (* 1965), Organist der Schlosskirche Schleiden, lebt seit 2011 in Schleiden